# Depot II von Pašinka
Das Depot II von Pašinka (auch Hortfund II von Pašinka) ist ein Depotfund der frühbronzezeitlichen Aunjetitzer Kultur aus Pašinka im Středočeský kraj, Tschechien. Es datiert in die Zeit zwischen 1800 und 1600 v. Chr. Das Depot befindet sich heute im Museum von Kolín.

## Fundgeschichte
Das Depot wurde 1921 erstmals erwähnt. Die genaue Fundstelle und die Fundumstände sind unbekannt. Aus Pašinka stammt noch ein weiteres Depot der Aunjetitzer Kultur.

## Zusammensetzung
Das Depot besteht laut Inventarbuch des Museums aus vier bronzenen Spangenbarren (bei Tilmann Vachta irrtümlich als Ösenhalsringe geführt). Sie haben einen dreieckigen Querschnitt, sind in der Mitte ausgeweitet und haben verjüngte Enden.
Die tatsächliche Zusammensetzung der Depots von Pašinka ist unsicher, da in einem Bericht von 1921 von zwei Ringbarren, vier Spangenbarren und einer Armspirale die Rede ist.